# Amoeba (sistema operatiu)
Amoeba és un sistema operatiu  distribuït de recerca, basat en una arquitectura de microkernel. Va ser desenvolupat per Andrew S. Tanenbaum i altres en la Universitat Lliure d'Amsterdam. L'objectiu del projecte Amoeba era construir un sistema de temps compartit que fes que una xarxa sencera de computadors semblés als ulls d'un usuari com una màquina única.
Els serveis subministrats pel nucli inclouen threads, segments de memòria, mecanismes d'IPC ( XPAs i missatges) i E/S [160].
El desenvolupament sembla detingut, ja que la data de l'última modificació en el codi data de febrer de 2001.
Existeixen versions per a diverses plataformes, incloent i386, Sun-3 i SPARC.
El llenguatge de programació Python va ser originalment desenvolupat per a aquesta plataforma.